# Rio dei Vecchi o di Sant'Antonio
Le rio dei Vecchi o di Sant'Antonio est un canal maintenant asséché de Venise dans le sestiere de Castello.

## Situation

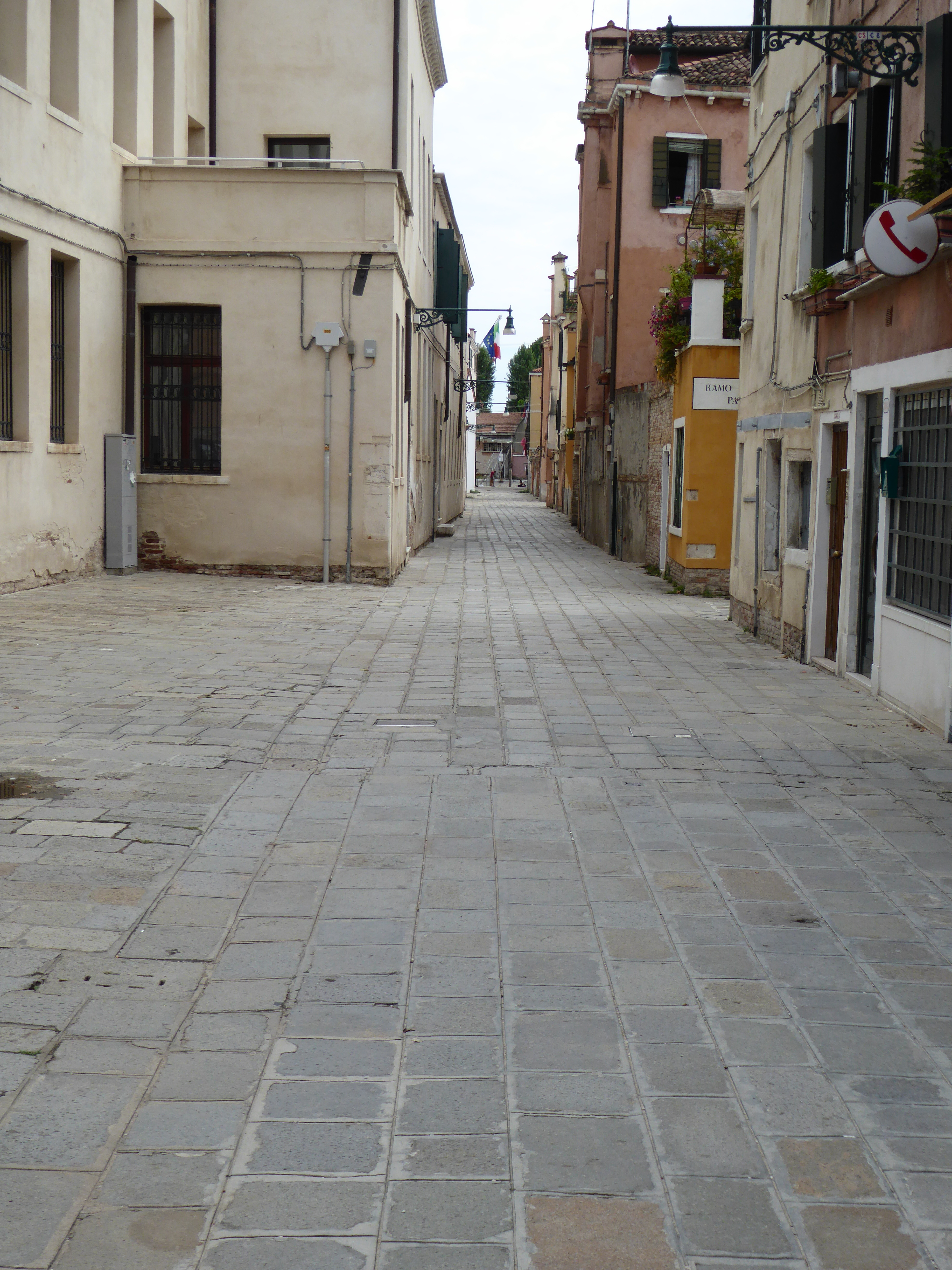
Le rio terà di Sant'Isepo

Le rio dei Vecchi aussi appelé de Sant'Antonio est maintenant enfoui. Il est recouvert par le rio terà Sant'Isepo, qui rallie le rio dei Giardini vers l'ouest aux giardini della Biennale sur environ 220 mètres. L'ancien rio lui-même ralliait le bacino di San Marco.

## Historique
Le rio dei Vecchi fut enfoui en 1811.

Un pont franchissait le canal : le ponte de l'Ospeal dei Marineri, près du Ramo Secondo del Paludo Sant’Antonio.